# Thú ăn kiến khổng lồ
Thú ăn kiến khổng lồ còn được gọi là gấu kiến (danh pháp hai phần: Myrmecophaga tridactyla) là một loài động vật có vú thuộc chi đơn loài Myrmecophaga trong họ Myrmecophagidae, bộ Pilosa. Loài này được Linnaeus mô tả năm 1758.

## Đặc điểm
Đây là một loài động vật có vú ăn côn trùng lớn có nguồn gốc từ Trung và Nam Mỹ. Đây là một trong bốn loài sống của thú ăn kiến và được phân loại với các loài lười trong bộ Thú thiếu răng. Loài thú ăn kiến này sống trên mặt đất không giống như những loài bà con với nó sinh sống trên cây hoặc vừa ở trên cây vừa ở trên mặt đất. Tiến hóa của nó có thể đã bị ảnh hưởng bởi sự mở rộng của các thảo nguyên ở Nam Mỹ.
Thú ăn kiến khổng lồ là loài thú ăn kiến lớn nhất trong họ Myrmecophagidae cũng như cả phân bộ thú ăn kiến, thân dài 182–217 cm và cân nặng 33–41 kg (73-90 lb) đối với con đực và 27–39 kg (60-86 lb) đối với con cái. Nó có mõm thon dài, đuôi rậm, vuốt trước dài.
Thú ăn kiến có thể được tìm thấy nhiều trong môi trường sống bao gồm đồng cỏ và rừng nhiệt đới. Nó kiếm ăn trong khu vực mở và dựa chủ yếu vào môi trường sống rừng. Nó ăn chủ yếu là kiến và mối, sử dụng vuốt trước để đào chúng lên và cái lưỡi dài và dính để thu lấy con mồi.
Mặc dù thú ăn kiến khổng lồ sống trong phạm vi lãnh địa chồng chéo, chúng chủ yếu sống đơn độc ngoại trừ trong mối quan hệ mẹ-con cái, tương tác gây hấn cực giữa các con đực, và khi giao phối. Thú ăn kiến mẹ mang con cái của chúng trên lưng của họ cho đến khi cai sữa.
Thú ăn kiến khổng lồ được liệt kê là loài sắp nguy cấp bởi Liên minh Quốc tế Bảo tồn Thiên nhiên (IUCN). Nó đã bị tuyệt diệt ở một số phần của môi trường sống trước đây của nó. Các mối đe dọa đến sự tồn tại của nó bao gồm phá hủy môi trường sống và săn bắn, mặc dù một số loài ăn kiến sống trong các khu vực được bảo vệ.

## Hình ảnh

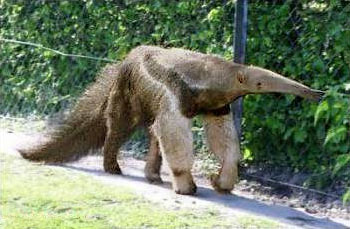
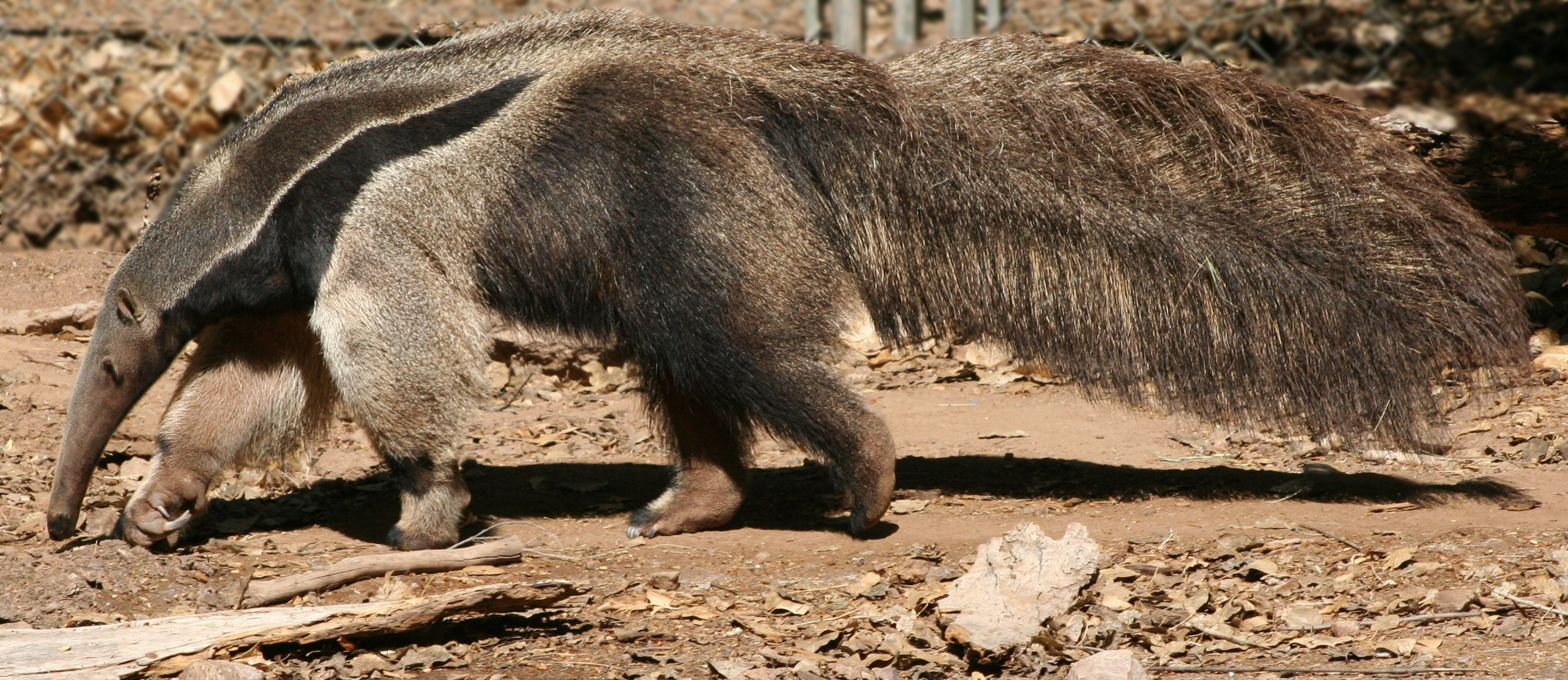
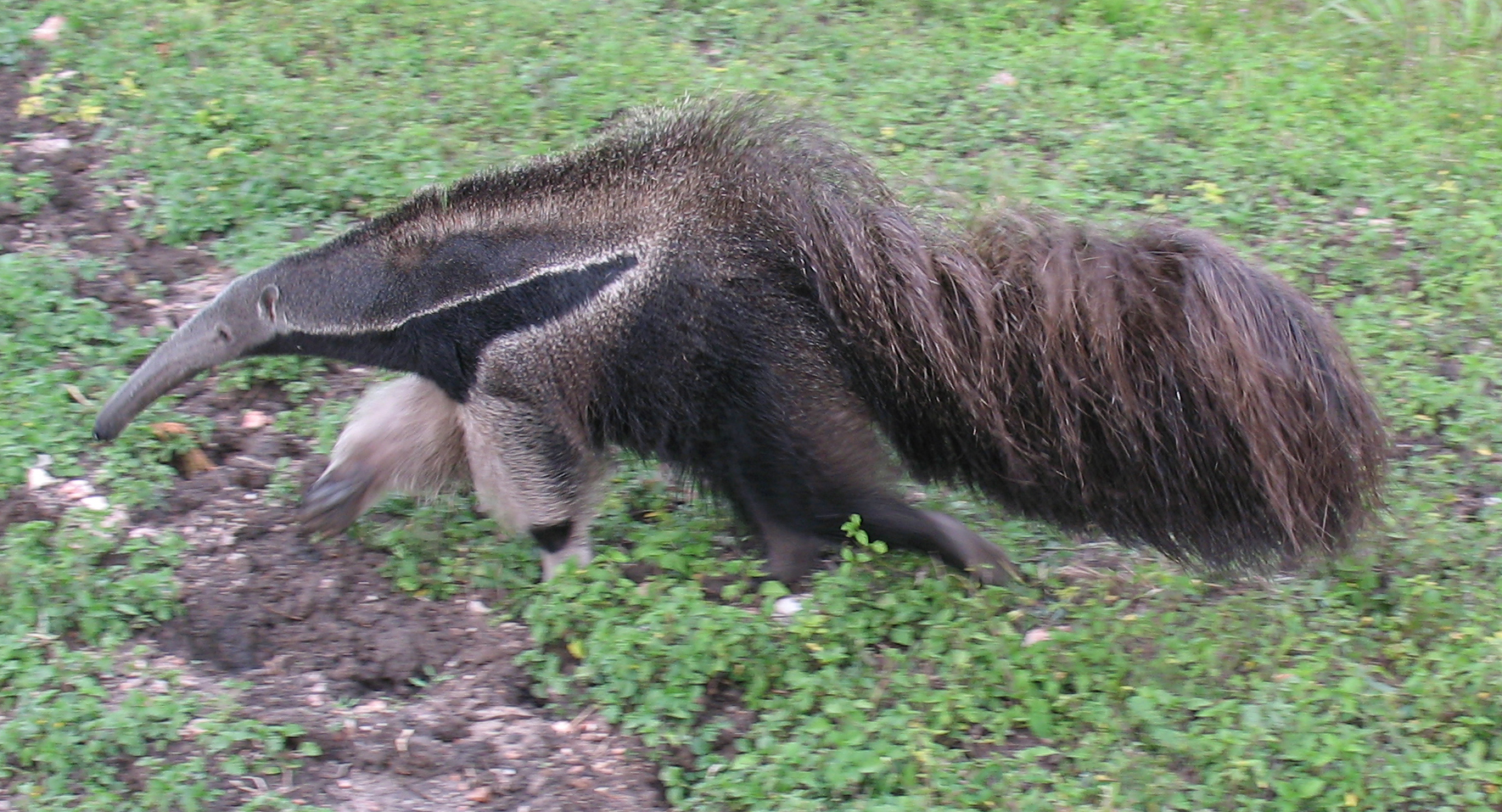
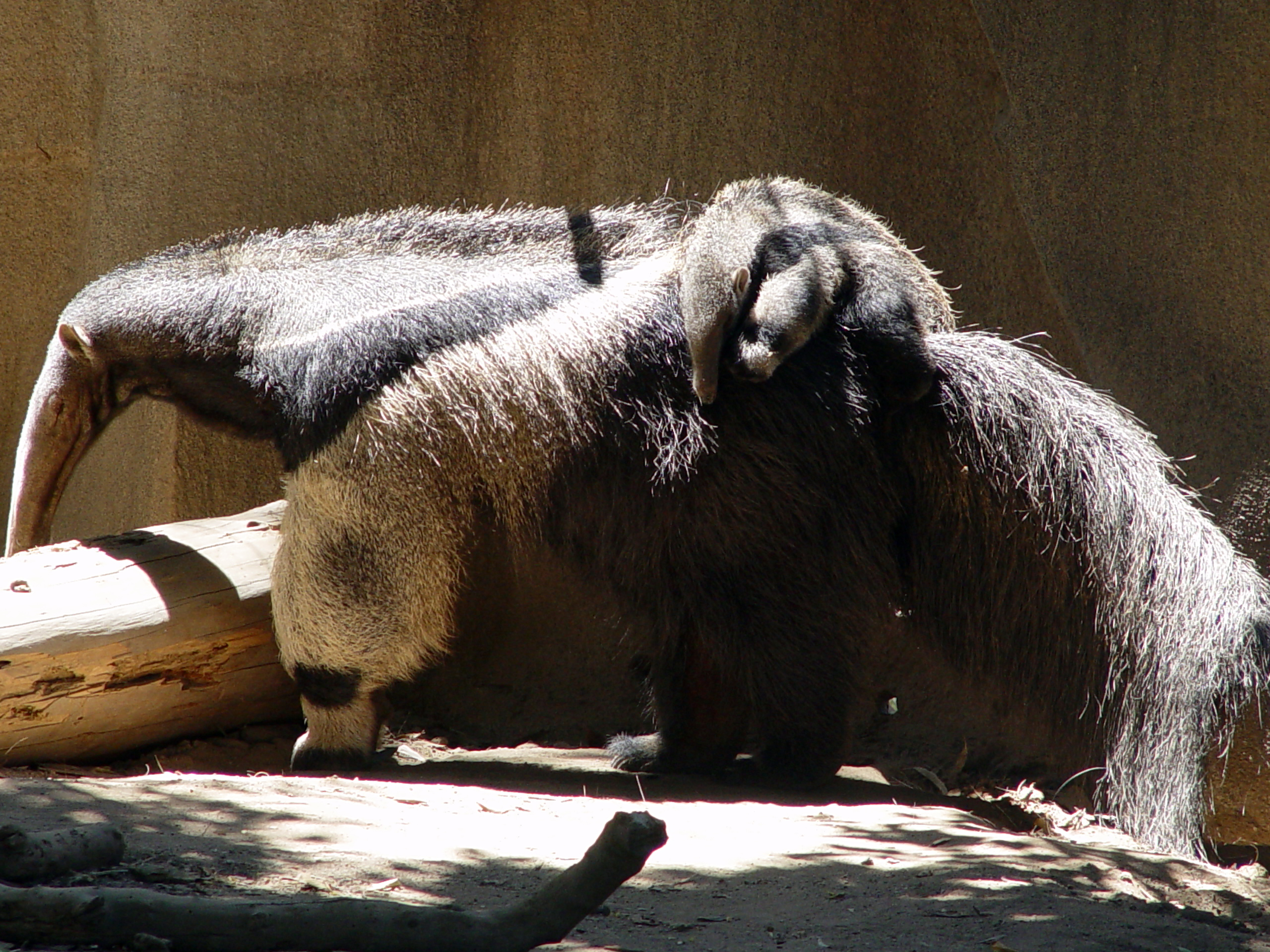
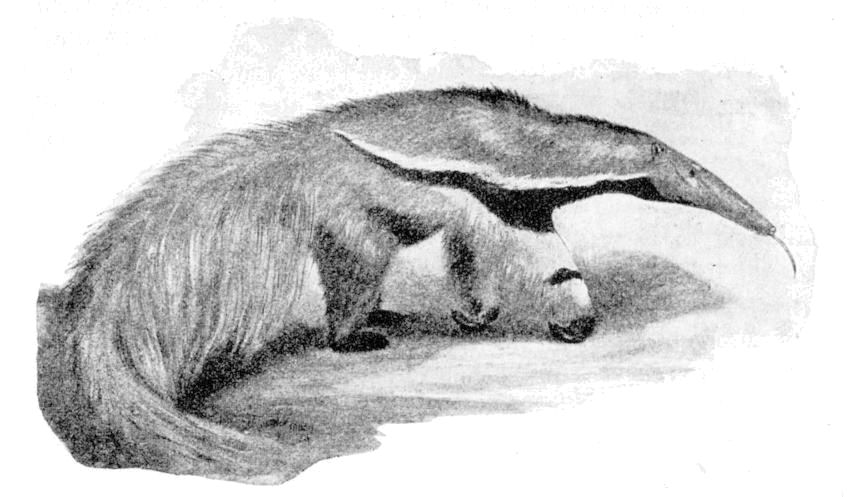
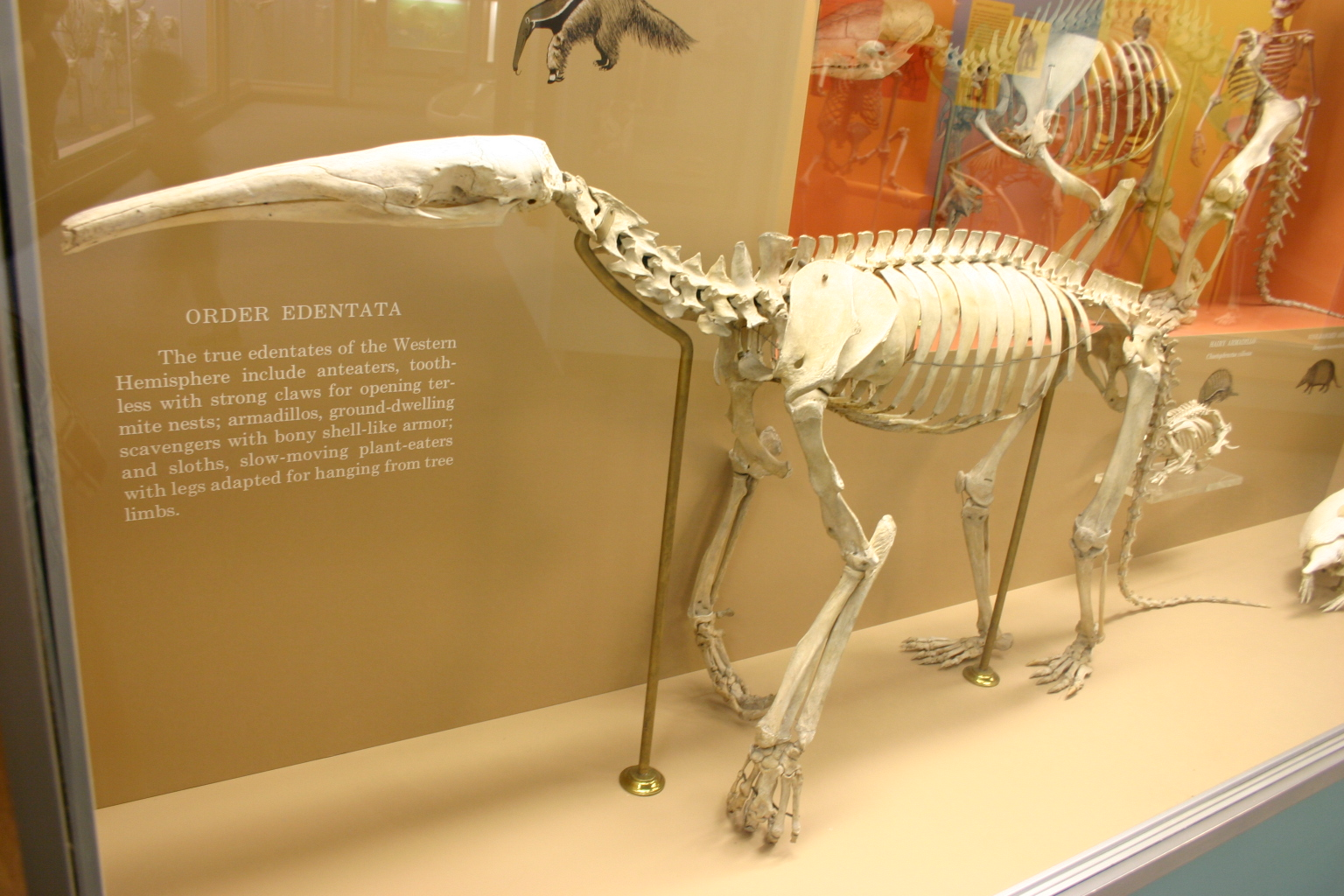